# Adrián Escudero
Adrián Escudero García (* 24. November 1927 in Madrid; † 7. März 2011 ebenda) war ein spanischer Fußballspieler von Atlético Madrid.

## Karriere

### Verein
Ende 1945 wechselte Escudero vom spanischen Amateurclub Deportivo Mediodía zu Atlético Madrid, wo er elf Saisons spielte und bis zu seinem Karriereende blieb. In den 1950 und 1951 gewann er mit seinem Verein die spanische Meisterschaft.
Am 8. März 1953 schoss Escudero bei der 2:3-Niederlage gegen Celta Vigo per Strafstoß das 1000ste Tor in der Vereinsgeschichte von Atlético Madrid. 1958 verlängerte er seinen Vertrag nicht und beendete seine Karriere bereits mit 30 Jahren. Trotzdem ist er mit insgesamt 170 Toren in 330 Spielen nur zwei Tore hinter Luis Aragonés auf Platz zwei der ewigen Torschützenliste von Atlético.
Nach seiner Profikarriere arbeitete Escudero einige Jahre als Jugendtrainer bei Atlético Madrid. Nachdem sein früherer Teamkollege Rafael García Repullo als Trainer entlassen worden war, übernahm er den Verein am 29. Dezember 1963 für ein Spiel als Interims-Trainer. Das Spiel gegen den FC Valencia wurde mit 1:2 verloren.
Am 7. März 2011 starb Escudero im Alter von 83 Jahren.

### Nationalmannschaft
Escudero kam in dreieinhalb Jahren zu drei Einsätzen in der spanischen Fußballnationalmannschaft. Sein Debüt feierte er am 7. Dezember 1952 beim Freundschaftsspiel gegen Argentinien, das mit 0:1 verloren wurde.
Sein erstes und einziges offizielles Spiel war in der Qualifikation zur Weltmeisterschaft 1954 gegen die Türkei, er schoss dabei den Ausgleich zum 2:2.

## Erfolge
- Spanischer Meister: 1950, 1951
- Spanischer Pokal-Finalist: 1956
- Copa Eva Duarte: 1951
- Trofeo Teresa Herrera: 1956